# The China Lake Murders
The China Lake Murders er en amerikansk film fra 1990 af Alan Metzger.

## Medvirkende
- Tom Skerritt som Sam Brodie
- Michael Parks som Jack Donnelly
- Lauren Tewes som Kitty
- Nancy Everhard som Cindy
- Doug Mears som Bobby
- Gary McGurk som Wyler
- Bill McKinney som Finney
- Hans Howes